# Sinophorus rotundus
Sinophorus rotundus är en stekelart som beskrevs av Sanborne 1984. Sinophorus rotundus ingår i släktet Sinophorus och familjen brokparasitsteklar. Inga underarter finns listade i Catalogue of Life.